# Франциска Сибила Августа фон Саксония-Лауенбург
Вижте пояснителната страница за други личности с името Сибила Саксонска (пояснение).
Франциска Сибила Августа фон Саксония-Лауенбург (на немски: Franziska Sibylla Augusta von Sachsen-Lauenburg; * 21 януари 1675, дворец Ратцебург; † 10 юли 1733, Етлинген) от род Аскани, е принцеса от Саксония-Лауенбург и чрез женитба маркграфиня на Баден-Баден (1690 – 1707) и регентка на Баден-Баден (1707 – 1727).

## Живот
Тя е втората дъщеря на херцог Юлиус Франц фон Саксония-Лауенбург (1641 – 1689) и пфалцграфиня Хедвига фон Пфалц-Зулцбах (1650 – 1681).
През 1676 г. фамилията се мести в дворец Шлакенверт в Бохемия, където Сибила Августа прекарва детството си. След смъртта на майка ѝ на 23 ноември 1681 г. тя и по-голямата ѝ сестра Анна Мария Франциска са възпитавани от графиня Поликсена фон Вершовитц († 1699). Нейният дядо, пфалцграф Христиан Август фон Зулцбах, ѝ преподава писане, четене, френски, география и история.
Франциска Сибила Августа се сгодява на 15-годишна възраст на 14 януари 1690 г. и се омъжва на 27 март същата година в дворец Рауднитц за 34-годишния маркграф Лудвиг Вилхелм фон Баден-Баден („Турския Луи“) (1655 – 1707). Малко след това нейният съпруг отива да се бие отново против турците. Скоро тя придружава съпруга си във войната и това вреди на здравето ѝ. След неговата смърт на 4 януари 1707 г., понеже децата ѝ са още малки, тя е регентка на Маркграфство Баден-Баден от 1707 до 1727 г. Тя строи дворец Фаворите в Ращат, дворец в Етлинген и дворцовата църква в двореца на Ращат. През 1727 г. Франциска предава управлението на своя син маркграф Лудвиг Георг Симперт и се оттегля в дворец Етлинген.
Франциска Сибила Августа умира на 10 юли 1733 г. на 58 години в Етлинген и е погребана на 12 юли 1733 г. в дворцовата църква Ращат. На гробната и плоча на пода до входа на църквата пише:
| „ | + BETTET FÜR DIE GROSE SÜNDERIN AUGUSTA MDCCXXXIII. | “ |

## Деца
- помятане († между 1690 и 1695)
- Леополд Вилхелм (* 28 ноември 1695, Гюнцбург; † 19 май 1696, Гюнцбург), наследствен принц на Баден-Баден
- Шарлота (* 7 август 1696, Гюнцбург; † 16 януари 1700, Гюнцбург)
- Карл Йозеф (* 30 септември 1697, Аугсбург; † 9 март 1703, Шлакенверт), наследствен принц на Баден-Баден
- Вилхелмина (* 14 август 1700, Нюрнберг; † 16 май 1702, Шлакенверт)
- Луиза (* 8 май 1701, Нюрнберг; † 23 септември 1707)
- Лудвиг Георг Симперт (1702 – 1761), маркграф на Баден-Баден
- Вилхелм Георг Симперт (* 5 септември 1703, Ашафенбург; † 16 февруари 1709, Баден-Баден)
- Августа Мария Йохана (1704 – 1726) ∞ 13 юли 1724 Луи I дьо Бурбон, херцог на Орлеан (1703 – 1752), внук на Луи XIV
- Август Георг Симперт (1706 – 1771), маркграф на Баден-Баден.